# Casper Pedersen
Casper Phillip Pedersen (Copenhaguen, 15 de març de 1996) és un ciclista danès professional des del 2015 i actualment a l'equip Soudal Quick-Step. Combina la carretera amb el ciclisme en pista. En el seu palmarès destaca la victòria a la París-Tours del 2020.

## Palmarès en ruta
- 2017
  -  Campió d'Europa sub-23 en ruta
  - 1r al Gran Premi Horsens
  - Vencedor d'una etapa a la Fletxa del sud
  - Vencedor d'una etapa a la Volta a Dinamarca
- 2020
  - 1r a la París-Tours
- 2023
  - 1r a la Figueira Champions Classic

### Resultats a la Volta a Espanya
- 2019. 103è de la classificació general
- 2023. 140è de la classificació general

### Resultats al Tour de França
- 2020. 92è de la classificació general
- 2021. 111è de la classificació general

## Palmarès en pista
- 2014
  -  Campió del món júnior en Òmnium

### Resultats a laCopa del Món en pista
- 2016-2017
  - 1r a Cali, en Persecució per equips